# 劉鎮 (建文舉人)
劉鎮（14世紀—1446年），字靜修，南直隸鎮江府金壇縣人，明朝政治人物。

## 生平
劉鎮是建文元年（1399年）的舉人，永樂十八年（1420年）授滋陽知縣，為官廉勤清正，愛民如子，任滿後縣民入朝請求讓他留任獲許；後來他陞為都督府都事，因母親去世回鄉，滋陽人民再次入朝請他回任，皇帝問：「他何以得民？」人民回答：「他愛民不愛錢。」於是奪情起復為滋陽知縣，歷任二十七年，進階五品，於任內去世。

## 引用
1. 1 2  光緒《金壇縣志·卷九·人物志》：劉鎮 字靜修，洪武【建文】己卯舉人，永樂二【十八】年授山東滋陽知縣，廉慎勤正，愛民如子，任滿邑民赴闕請留，詔許復任；後陞都督府都事，尋以內艱去，滋陽民赴闕再請，帝問：「何以得民？」民對曰：「愛民不愛錢。」遂奪情起復為滋陽令，厯任二十七年，進階食五品俸，卒於官。